# Bulbophyllum proudlockii
Bulbophyllum proudlockii é uma espécie de orquídea (família Orchidaceae) pertencente ao gênero Bulbophyllum. Foi descrita por George King, Robert Pantling e Johannes Jacobus Smith em 1912.